# Franz Frauenlob
Franz Frauenlob (ur. 11 sierpnia 1939 w Plainfeld, zm. 20 maja 2017) – austriacki bokser, medalista mistrzostw Europy w 1961, olimpijczyk.

## Osiągnięcia sportowe
Zdobył brązowy medal w wadze średniej (do 75 kg) na mistrzostwach Europy w 1961 w Belgradzie, gdzie po wygraniu jednej walki został pokonany w półfinale przez Jewgienija Fieofanowa ze Związku Radzieckiego. Na kolejnych mistrzostwach Europy w 1963 w Moskwie przegrał w ćwierćfinale tej kategorii wagowej z Ionem Moneą z Rumunii. Przegrał pierwszą walkę w wadze średniej na igrzyskach olimpijskich w 1964 w Tokio oraz w wadze półciężkiej (do 81 kg) na mistrzostwach Europy w 1965 w Berlinie.
Był mistrzem Austrii w wadze średniej w 1961 i 1963.